# تاكفاريناس
تاكفاريناس، بالأمازيغية ⵜⴰⴽⴼⴰⵔⵉⵏⴰⵙ (بالإنجليزية: Tacfarinas)‏ من أهم قادة نوميديا، نشأ في أسرة نبيلة ذات نفوذ كبير، وينتمي لقبيلة موسالامس (Musulamii)، وجنّد مساعدا في الجيش الروماني في سن السادسة عشرة برتبة مساعد، واكتسب أثناء العمل تجربة عسكرية كبيرة؛ لكنه فر من الجندية بعد أن رأى ظلم الرومان الذي كان يمارس ضد النومدين وتلمس طغيانهم واستبدادهم المطلق. فعين من قبل أتباعه ومحبيه قائدا لقبائل «المزاملة» سنة 17م، فشكل منها جيشا نظاميا من المشاة والخيالة النوميد على الطريقة الرومانية في تنظيم الجيوش. وفقد عمه وأخاه وابنه في الحروب التي خاضها ضد الجيش الروماني في شمال أفريقيا، وقد دامت ثورته سبع سنوات ثم انهزم قتيلا في منطقة سور الغزلان بالجزائر. وتعلم تاكفاريناس الكثير من خطط الجيش الروماني وطرائقه الاستراتيجية في توجيه الحروب والمعارك، كما اطلع على أسلحته وما يملكه من عدة مادية وبشرية، وما يتسم به هذا الجيش من نقط الضعف التي يمكن استغلالها في توجيه الضربات القاضية إليه أثناء اشتداد المواجهات والمعارك الحامية الوطيس.
يعد تاكفاريناس من أهم أبطال المقاومة النومدية قديما، وقد أظهر شجاعة كبيرة في مواجهة المحتل الروماني، وقد لقنه درسا لاينسى في البطولة والمقاومة الشرسة، وهو ما زال محفورا في ذاكرة تاريخ الإمبراطورية الرومانية. كما أخرت مقاومته الشعبية احتلال نومديا من قبل الرومان لمدة تربو على عقد من الزمن. ولم يتمكن العدو من احتلال بعض أجزاء إفريقيا الشمالية إلا بعد مقتل تاكفاريناس في ساحة الحرب.

## حياته
تاكفاريناس من أهم قدات نوميديا، نشأ في أسرة نبيلة ذات نفوذ كبير، وينتمي لقبيلة موسالامس، وۥجنّد مساعدا في
الجيش الروماني في سن السادسة عشرة برتبة مساعد، واكتسب أثناء العمل تجربة عسكرية كبيرة؛ لكنه سيفر من الجندية بعد أن رأى ظلم الرومان الذي كان يمارس ضد الأمازيغيين وتلمس طغيانهم واستبدادهم المطلق. فعين من قبل أتباعه ومحبيه قائدا لقبائل«المزاملة» سنة 17م، فشكل منها جيشا نظاميا من المشاة والفرسان على الطريقة الرومانية في تنظيم الجيوش. وفقد عمه وأخاه
وابنه في الحروب التي خاضها ضد الجيش الروماني في شمال أفريقيا، وقد دامت ثورته سبع سنوات ثم قتل في معركة في منطقة سور الغزلان بالجزائر. وتعلم تاكفاريناس الكثير من خطط الجيش الروماني وطرائقه الاستراتيجية في توجيه الحروب والمعارك، كما اطلع على أسلحته وما يملكه من عدة مادية وبشرية، وما يتسم به هذا الجيش من نقط الضعف التي يمكن استغلالها في توجيه الضربات القاضية إليه أثناء اشتداد المواجهات والمعارك الحامية الوطيس.

## أسباب مقاومة تاكفاريناس للمحتل الروماني
إذا كان موقف الأمازيغيين من الفينيقيين والقرطاجيين إيجابيا، فإن موقف الأمازيغيين من الرومان كان سلبيا إلى حد كبير؛ لأن الحكومة الرومانية كانت تسعى إلى التوسع والاستيطان واستغلال ثروات شعوب الآخرين عن طريق التهديد وإشعال الفتن والحروب كما فعلت مع الدولة القرطاجنية في تونس في إطار ما يسمى بالحروب البونيقية.
وإذا كان القرطاجنيون قد اهتموا بالتجارة والصيد، فإن الرومان كانوا يركزون كثيرا على الفلاحة؛ مما دفعهم للبحث عن الأراضي الخصبة الصالحة للزراعة. وهذا ما أدى بالحكومة الرومانية للتفكير في استعمار شمال أفريقيا قصد نهب خيراتها والاستيلاء على أراضيها التي أصبحت فيما بعد
جنانا للملاكين الكبار وإقطاعات لرجال العسكر وفراديس خصبة للساهرين على
الكنيسة في حين أصبح الأمازيغيون عبيدا أرقاء وخداما رعاعا
وأجراء مستلبين في أراضيهم مقابل فضلات من الطعام لاتقي جوع بطونهم التي
كان ينهشها الفقر والسغب. ومن ثم، «طبقت روما سياسة اقتصادية جشعة طوال
احتلالها، تلخصت في جعل ولاياتها تخدم اقتصادياتها وتلبي حاجياتها من
الغذاء والتسلية لفقرائها... والتجارة المربحة لتجارها والضرائب
لدولتها... والإبقاء على النزر اليسير لسد متطلبات عيش الأمازيغ
الخاضعين...".
ويعني هذا أن سياسة الرومان في أفريقيا الشمالية كانت تعتمد على التوسع
والغزو وإيجاد الحلول المناسبة لمشاكلها الداخلية وتصديرها إلى الخارج مع
البحث عن الموارد والأسواق لتحريك دواليب اقتصادها المعطل وإيجاد مصادر
التمويل والتموين لقواتها العسكرية الحاشدة عددا وعدة. ومن ثم، لم " يكتف
الرومان باحتلال أجود الأراضي الفلاحية الأمازيغية فحسب، بل قام
الإمبراطور الروماني أغسطس بتشجيع استيطان عدد مهم من سكان إيطاليا في
شمال إفريقيا، خصوصا منهم الجنود وقادة الجيش المسرّحون أو المتقاعدون
ورجال الأعمال والتجار مما كان له دوره في تغيير التوازن والتوافق
السكاني، الذي كان سائدا في السابق بين ساكنة المنطقة، بل كلما تم استقدام
أعداد منهم من إيطاليا، إلا ويكون على حساب الأراضي الفلاحية والرعوية
للأهالي الأمازيغ. ويظهر هذا في نسبة العمران والتمدين الروماني الذي بدأ
في سواحل البحر المتوسط خصوصا بعد فترة الإمبراطور أغسطس. أما المناطق
الداخلية فلم تبق بمعزل عن هذه التطورات خصوصا أن الرومان كانوا يضمون
الأراضي الأمازيغية باستمرار نحو الداخل، إما بهدف الحصول على أراضي جديدة
للقادمين الجدد، أو الحصول على أماكن بناء الحصون والقلاع لحماية أراضي
المعمرين.".
ومن الأسباب الأخرى التي أدت إلى اندلاع ثورة تاكفاريناس الانتقام للملك
الأمازيغي الأول يوغرطة الذي وحد الأمازيغيين وأعدهم لمواجهة العدو
الروماني الغاشم، بيد أن الجيش الروماني نكل به تنكيلا شديدا ليكون عبرة
للآخرين، وأيضا الثأر من الجيش الروماني نظرا لما قام به من اعتداء صارخ
على القبائل الموسولامية التي وقفت كثيرا في وجه الغزو الروماني، ناهيك عن
التفاوت الطبقي والاجتماعي في المجتمع الأمازيغي الذي خلقه الاحتلال
الروماني، وتردي أحوال الفقراء والمعدمين وهذا ما سيؤدي بهم فيما بعد إلى
ثورة جماعية تسمى بالدوارين؛ لأنهم كانوا يحومون ويدورون حول مستودعات
الحبوب لسرقتها. ولا ننسى رجال الكنيسة الأمازيغيين الذين ساهموا في
إشعال عدة فتن وثورات ضد المحتل الروماني خاصة الدوناتيين نسبة إلى رجل
الدين الأمازيغي المسيحي دوناتوس الذين كانوا يطالبون إخوانهم الأمازيغيين
بعدم الانتظام في الجندية الرومانية وطرد كبار الملاك من أراضيهم وأصحاب
النفوذ من المسيحيين الكاثوليك من بلادهم.

## تطور مقاومة تاكفاريناس ضد الاحتلال الروماني

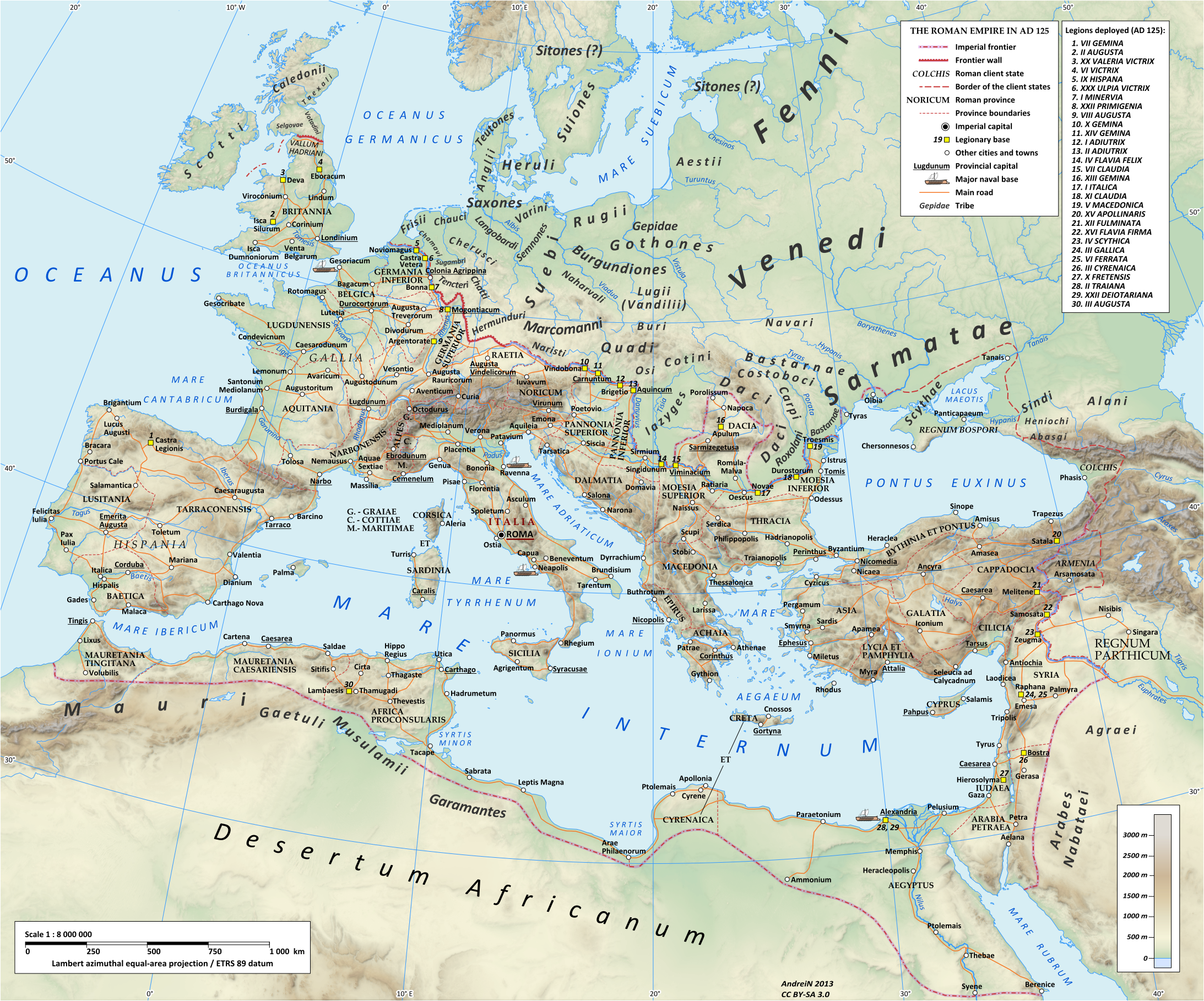
الامبراطورية الرومانية ومقاطعة إفريقية وموريطانيا القيصرية غرب الجزائر

لم يرض «تاكفاريناس» بالتدخل الإيطالي ولم يقبل كذلك
بالظلم الروماني وبنزعته التوسعية الجائرة التي استهدفت إخضاع الأمازيغيين وإذلالهم ونهب ثرواتهم والاستيلاء على خيراتهم وممتلكاتهم عنوة وغصبا. كما لم يرض بتلك السياسة العنصرية التي التجأ إليها الرومان لطرد
الأمازيغيين خارج «خط الليمس» (Limes) وهو خط دفاعي يفصل الثلث الشمالي المحتل عن الجنوب الصحراوي غير النافع. وقد ۥشيّد هذا الخط الفاصل بعد القرن الثاني الميلادي بعد أن تمت للرومان السيطرة الكاملة على أراضي
أفريقيا الشمالية (تونس وشرق الجزائر). ويتركب خط الليمس من جدران فخمة شاهقة وخنادق وحفر وحدود محروسة وقلاع محمية من قبل الحرس العسكري، ويمكن تشبيهه بالجدار
المحصن ضد الهجوم الأمازيغي المحتمل. وكان هذا الخط الفاصل يتكون من الفوساطوم الذي يتألف من أسوار تحفها خنادق من الخارج، ومن حصون للمراقبة
غير بعيدة عن الفوساطوم، وطرق المواصلات الداخلية والخارجية التي تتصل بالفوساطوم قصد إمداد الحاميات بالمؤن والأسلحة. ويعني هذا أن خط الليمس كان يقوم بثلاثة أدوار أساسية: دور دفاعي يتمثل في حماية الحكومة
الرومانية في إفريقيا الشمالية والحفاظ على مصالحها وكينونتها الاستعمارية من خلال التحصين بالقلاع واستعمال الأسوار العالية المتينة الشاهقة، ودور اقتصادي يكمن في إغناء التبادل التجاري مع القبائل الأمازيغية التي توجد
في المنطقة الجنوبية لخط الليمس، ودور ترابي إذ كان الليمس يفصل بين منطقتين: منطقة شمالية رومانية ومنطقة جنوبية أمازيغية. ولا يعبر هذا الخط الواقي إلا عن سياسة الخوف والحذر وترقب الهجوم الأمازيغي المحتمل في
كل آن ولحظة. هذا، ولقد امتدت مقاومة تاكفاريناس شرقا وغربا لتوحيد الأمازيغيين قصد
الاستعداد لمواجهة الجيش الروماني المحتل. وكانت الضربات العسكرية التي يقوم بها «تاكفاريناس» تتجه صوب القاعدة الرومانية الوسطى مع استخدام أسلوب المناورة والتشتت للتجمع والتمركز مرة أخرى، والتسلح بحرية الحركة واستخدام تقنية المناورة واللجوء إلى الانسحاب والمباغتة والهجوم المفاجئ وحرب العصابات المنظمة لمحاصرة الجيش الروماني وضربه في قواعده المحصنة. وهذه الطريقة في المقاومة لم يألفها الجيش الروماني الذي كان لايشارك إلا في الحروب والمعارك النظامية وينتصر فيها بكل سهولة نظرا لقوة عتاده المادي وعدته البشرية والعسكرية. ويبدأ امتداد تاكفاريناس من طرابلس
الحالية غربا حتى المحيط الأطلسي شرقا والامتداد في مناطق الصحراء الكبرى جنوبا.
وكل من يستقرى تاريخ مقاومة تاكفاريناس لابد أن يعتمد على كتابات المؤرخ اللاتيني «تاكيتوس» الذي كان قريبا من تلك الأحداث، ولكنه لم يكن موضوعيا في
حولياته التاريخية وأحكامه على الأمازيغيين، وكان ينحاز إلى الإمبراطورية الرومانية وكان يعتبر تاكفاريناس ثائرا إرهابيا جشعا يريد أن يحقق أطماعه ومآربه الشخصية على حساب الآخرين وحساب أصدقائه القواد. ويعني هذا حسب المؤرخ اللاتيني الروماني تاكيتوس أن الحكومة الرومانية لم تأت إلى إفريقيا الشمالية إلا لتزرع الخير وتنقذ الجائعين وۥتحضّر البدويين والرحل الرعاع وتزرع السلام والمحبة بين الأمازيغيين،
بينما - والحق يقال- لم تقصد الجيوش الرومانية ربوع تامازغا بجيشها الجرار وأسلحتها الفتاكة سوى لاحتلالها والاستيطان بها والاستيلاء على أراضيها
ونهب ثرواتها والتنكيل بأهاليها. ويقول تاكيتوس في حق تاكفاريناس:" اندلعت
الحرب في إفريقية في نفس السنة (17م)، وكان على رأس الثوار قائد نوميدي يسمى تاكفاريناس، كان قد انتظم بصفة مساعد في الجيوش الرومانية ثم فر منها. وفي أول أمره جمع حوله بعض العصابات من قطاع الطريق والمشردين وقادهم إلى النهب، ثم جعل منهم مشاة ففرسانا نظاميين وسرعان ما تحول من «رأس عصابة» لصوص إلى قائد حربي للمزالمة، وكانوا قوما شجعانا يجوبون الفلوات المتاخمة لإفريقية. وحمل المزالمة السلاح وجروا معهم جيرانهم الموريين الذين كان يقودهم مازيبا. واقتسم القائدان الجيش، فاستبقى
تاكفاريناس خيرة الجند، أي جميع من كانوا مسلحين على غرار الرومان ليدربهم على النظام ويعودهم على الامتثال، أما مازيبا فكان عليه أن يعمل السيف
ويشعل النار ويذعر الذعر بواسطة العصابات".
ويستعمل تاكيتوس (تاسيت Tacite) أسلوبا ذكيا في توجيه الطعنات إلى تاكفاريناس عندما اعتبره رجل عصابة يفر من الجندية ويتحول إلى قائد عسكري
خائن أناني يستحوذ على خيرة الجند، بينما لا يترك لصديقه مازيبا سوى عصابة من الإرهابيين تنشر الذعر في نفوس الأبرياء من الروم !
ونحن سنقلب القراءة لتتجه عكس مسار قراءة تاكيتوس لنثبت بأن «تاكفاريناس» كان رجلا شجاعا ومواطنا أمازيغيا غيورا على بلده، لم يرض بالضيم الإيطالي والذل الروماني، فوحد القبائل الأمازيغية سواء أكانت في الشرق أم في
الغرب أم في الجنوب، أي إنه استعان بكل القبائل المناوئة للمحتل الروماني حتى بالقبائل الصحراوية التي كانت ترفض هذا العدو المغتصب وتناهضه. وتعتمد مقاومة تاكفاريناس على نوعين من القوات العسكرية: قوة عسكرية
منظمة على الطريقة الرومانية التي تتكون من المشاة والخيالة النوميد، وقوة غير منظمة تتخذ شكل عصابات مباغتة مشروعة في أهدافها ونواياها توجه ضربات
خاطفة موجعة للجيش الروماني وتزرع في صفوفه الرعب والهلع والخوف، وفي دياره الدمار والخراب وخاصة في موسم الحصاد أثناء جني المحصول، وبذلك كان يوجه الضربات السديدة إلى الاقتصاد الروماني بحرق المحصول أو السيطرة عليه
أو منع الأمازيغيين من بيعه للحكومة الرومانية التي احتلت الأمازيغيين لمدة خمسة قرون. وبالتالي، فهذه" الحرب أضرت بالمصالح الاقتصادية لروما.
فكانت جميع المعارك تقع في أواخر الربيع وفصل الصيف، ومن بين أسباب ذلك إغارة تاكفاريناس على المدن وقت الانتهاء من حصاد الحبوب للسيطرة على المحصول من جهة وللحيلولة دون بيع كل غلة الحبوب لروما. كما كان
تاكفاريناس يشتري الحبوب من التجار الرومانيين للحيلولة دون وصولها إلى العاصمة الإمبراطورية"..
وقد استمرت ثورة تاكفاريناس في مواجهة الرومان مدة سبع سنوات من (17م إلى 24م) سنة مقتله في معركة الشرف ضد الجيش الروماني. ويعني هذا أن ثورة
تاكفاريناس ثورة عنيفة شرسة، وتعتبر أقوى مقاومة في تاريخ الحضارة النوميدية في منطقة حوض البحر الأبيض المتوسط. وهي لا تعبر عن صراع الحضارة والبداوة أو الصراع الطاحن بين النظام والفوضى كما يقول الكثير من المؤرخين الغربيين بما فيهم المؤرخ الروماني «تاكيتوس» صاحب (كتاب الحوليات)، بل هي تعكس صراعا جدليا بين الظلم والحق وبين الحرية والعبودية. ومن أسباب نجاح ثورة تكافاريناس أنه تبنى عدة طرائق في المواجهة العسكرية
ولاسيما الجمع بين الخطة النظامية وحرب العصابات وتوحيد القبائل
الأمازيغية في إطار تحالف مشترك واستغلال الظروف العصيبة التي كانت تمر بها الحكومة الرومانية لضربها ضربات موجعة. وبالتالي، لم يقتصر في تحالفه على قبائل الموسلام. أما الحاكم يوبا الثاني ملك موريطانيا القيصرية (شرق الجزائر) وعاصمتها (شرشال) فقد كان عميلا للرومان ومتحالفا مع الحكومة القيصرية، لذلك لم يستجب له الشعب وانساق وراء القائد مازيبا الثائر، دون
أن ننسى قبائل الكينيتيين الشجعان الذين كانوا يوجدون في الجنوب الشرقي للقبائل الموسولامية وقد تحالفوا عن اختيار وطواعية مع القائد البطل تاكفاريناس.
وبعد أن استجمع تاكفاريناس القبائل الثائرة عبر المناطق الجنوبية لخط الليمس من سرت حتى المحيط الأطلسي انطلق في هجماته التي كانت تخضع للمد
والجزر والهجوم والانسحاب، ولكنه استطاع أن يلحق عدة هزائم بالجيش الروماني وأن يقض مضجع الحكومة المركزية في روما. وكان تاكفاريناس يعتمد على البدو الذين كانوا يعرفون مناطق الصحراء ويتحركون بسرعة على جمالهم ويباغتون الجيش الروماني في الوقت الذين يحددونه والمكان الذي يعينونه ويختارونه بدقة. لذالك، كانت الكرة في مرمى جيش تاكفاريناس يستخدمها في الوقت المناسب وفي المكان المناسب. بينما ينتظر الجيش الروماني ضربات الهجوم للرد عليها. ولكن الرومان استطاعوا أن يتحالفوا مع الأمازيغيين الموالين لهم كيوبا الثاني وابنه بطليموس وأن يسخروا الجنود الأمازيغيين لضرب إخوانهم؛ وكان المثل عند كل المحتلين لأراضي الأمازيغ من الرومان مرورا بالبيزنطيين إلى الوندال: «ينبغي أن تحارب الأمازيغيين بإخوانهم الأمازيغيين». بيد أن يوبا الثاني وابنه بطليموس لم يستطيعا أن يؤثرا على الموريين الذين مالوا إلى تاكفاريناس ومازيبا للدفاع عن أراضيهم المغتصبة من قبل الرومان وحرياتهم الطبيعية والمشروعة التي يريد الرومان انتزاعها من أصحابها ليحولونهم إلى أجراء وأرقاء مذلولين. ويقول تاكيتوس في حولياته: «تاكفاريناس لا زال ينهب في إفريقيا مساندا من طرف الموريين الذين فضلوا مساندة الثورة على الولاء للعبيد العتقاء الذين يشكلون حاشية الملك الصغير بطليموس.».
وقد هاجم تاكفاريناس حصون الجيش الروماني وقلاعه وهدد مدينة«تهالة»، وطالب الرومان بأراضي خصبة لزراعتها أو للرعي فيها، لكن الرومان استمالوا بعض أتباع تاكفاريناس ووعدوهم بالعفو وبأجود الأراضي لزراعتها. وهكذا دب الشقاق في جيش تاكفاريناس وانتشرت الخيانة. وفي جهة مقابلة، سارعت الحكومة الرومانية إلى توشيح كل القادة العسكريين الذين يصدون بعنف لهجمات تاكفاريناس ووضعوا تماثيل شاهدة على إنجازاتهم. وقد قال تاكيتوس ساخرا بذلك: «يوجد في روما ثلاثة تماثيل متوجة وتاكفاريناس لا زال حرا طليقا في إفريقيا».
لكن مع تعيين البروقنصل كورنيليوس دولا بيلا (Coelius Dolabella)، ستتغير موازين الحرب في أفريقيا الشمالية وسيحاصر هذا القائد الروماني الجديد جيوش تاكفاريناس بعد أن قضى على الكثير من أتباعه الموزولاسيين واستطاع أن يباغت جيشه في حصن أوزيا شرق نوميديا في الصباح الباكر قبل استيقاظ قوات تاكفاريناس، فاستطاع بسهولة أن يقبض على ابن الثائر أسيرا، وأن يتمكن من
أخ تاكفاريناس. وبعد ذلك، دخل دولابيلا في معركة حامية الوطيس مع القائد تاكفاريناس الذي توفي في المعركة سنة 24م. وكانت هذه الهزيمة في الحقيقة نتاجا للخيانة التي دبرت في الكواليس الرومانية في تنسيق مع الأهالي الأمازيغيين، ومن هنا، طعن تاكفاريناس في الظهر كما في كل السيناريوهات الحربية والعسكرية التي حبكت من قبل الرومان للتخلص من أعدائهم
الأمازيغيين...ويقول "محمد بوكبوط" مصورا نهاية تاكفاريناس: "شن تاكفاريناس الحرب على المدن والقرى الخاضعة للرومان، وامتدت الحركة من موريطانيا القيصرية إلى خليج السرت، مما جعله يضغط بقوة ويطالب الإمبراطور بتسليمه الأراضي، مهددا بشن حرب لاهوادة فيها.
غير أن الرومان استطاعوا أن يحدثوا شرخا في صفوف الثوار الأمازيغ، بقطع الوعود وتقديم تنازلات بسيطة. ورغم ثورة الموريين عقب تولي بطليموس، فإن البروقنصل دولابلا (Dolabella) أفلح في الظفر بتاكفاريناس الذي قتل وهو يحارب سنة 24م. لتنتهي بذلك ثورته."
وهكذا تنتهي ثورة تاكفاريناس بعد سنوات طوال من المقاتلة والنضال والكفاح من أجل تحرير البلاد من الغزاة، ليتسلم الثوار الآخرون بعد ذلك مشعل المواجهة والتصدي ليكون تاريخ الأمازيغيين طوال حياتهم تاريخ المقاومات
الشريفة والملاحم البطولية. وبعد التخلص من ثورة تاكفاريناس التي دامت سنوات طويلة، ارتاح الرومان وتنفسوا الصعداء بعد ضيق كبير، وۥخيّبت آمال الأمازيغيين في الحصول على استقلالهم ونيل حرياتهم في تسير شؤون بلادهم بأنفسهم. وبدأت الجيوش الرومانية في التوغل في أراضي تامازغا شرقا وغربا وجنوبا قصد الاستيلاء على كل الأراضي الخصبة الصالحة للزراعة والري. واستطاعت أن تفرض نفوذها الإداري على كثير من أجزاء أفريقيا الشمالية، وأن تعين في كل ولاية «البروكونسول» (Proconsul) لجمع الضرائب ومراقبة نفقات الدولة وتجنيس الأهالي وتطبيق القوانين الرومانية على الأمازيغيين مع التصدي لكل من سولت نفسه
مهاجمة الجيش الروماني. ولكن ثورة تاكفاريناس ستولد ثورات شعبية واجتماعية ودينية أخرى ستعمل على تعكير صفو الحكومة الرومانية التي كانت تعتمد في الصد والدفاع عن نفسها وحماية مصالحها على قوات إيطالية وإسبانية وأمازيغية في حروبها مع أهالي تمازغا الذين كانوا يشرئبون إلى الحرية والاستقلال ويتعطشون إلى الدفاع عن أرضهم بالنفس والنفيس.

## وصلات خارجية
- تاكفاريناس...أبرز قادة نوميديا